# Neot Golan
Neot Golan (tiếng Hebrew: נְאוֹת גּוֹלָן) là một khu định cư của Israel và moshav, ở phía nam Cao nguyên Golan, thuộc chính quyền của Israel. Nó thuộc thẩm quyền của Hội đồng khu vực Golan, và có dân số 594 vào năm 2017. [1]
Cộng đồng quốc tế coi các khu định cư của người Israel ở Cao nguyên Golan là bất hợp pháp theo luật pháp quốc tế, nhưng chính phủ Israel tranh chấp điều này.

## Lịch sử
Moshav được xây dựng vào năm 1968, khi khu vực Golan là một phần của Chính quyền Quân sự Israel.